# Беседин, Борис Гаврилович
Борис Гаврилович Беседин — советский хозяйственный и государственный деятель, лауреат Государственной премии СССР за выдающиеся достижения в труде.

## Биография
Родился в 1942 году. Член КПСС.
В 1961—1964 годах — военнослужащий Советской армии.
В 1964—1996 годах — горнорабочий очистного забоя, звеньевой добычного звена в бригаде горнорабочих очистного забоя Беликова шахты «Бутовская-Глубокая», бригадир горнорабочих очистного забоя шахты имени В. М. Бажанова комбината «Макеевуголь» Министерства угольной промышленности Украинской ССР.
Был в составе коллектива работников предприятий топливно-энергетического комплекса удостоен Государственной премии СССР за выдающиеся достижения в труде 1990 года.
Делегат XXVII съезда КПСС.
Живёт в семьёй дочери в городе Такома штата Вашингтон (США).

## Награды
- Орден Октябрьской Революции
- Орден Трудовой Славы II степени
- Орден Трудовой Славы III степени